# Vincenzo Scrivo
Vincenzo Scrivo (Serra San Bruno, 1750 – Serra San Bruno, 1810) è stato uno scultore italiano.
Scolpì numerose statue di santi di pregevole fattura per molte chiese dei paesi calabresi.

## Opere
- Statua dell'Immacolata, (chiesa matrice di Serra San Bruno)
- Statua di S. Pasquale di Baylon, (chiesa matrice di Serra San Bruno)
- Statua della Madonna del Carmine (chiesa matrice di Serra San Bruno)
- Statua della Madonna dell'Assunta (chiesa dell'Assunta di Serra San Bruno)
- Statua dell'Assunta (Pazzano)
- Statua di San Rocco (Pazzano)
- Statua di S. Giuseppe (Bivongi)
- Statua di S. Giuseppe (Soriano)
- Statua di S. Giuseppe (Camini)
- Statua del Cristo Risorto (Riace)
- Statua della Madonna delle Grazie (Mongiana)
- Statua di S. Maria Annunziata (chiesa di S. Angelo di Gerocarne)
- Statua di S. Emiliano di Miglianò (chiesa matrice di Gerocarne)
- Statua di S. Francesco di Paola (Vazzano - 1792)
- Statua della Immacolata di Tritanti (Maropati - 1793)
- Statua della Madonna delle Grazie (Francavilla Angitola - 1796)
- Statua del Santissimo Salvatore (Pazzano - 1797)
- Statua della Madonna dell'Itria (Polistena - 1797)A
- Statua della Madonna del Carmelo (Cinquefrondi - 1798)
- Altto dell'Altare maggiore della Chiesa di Spinetto eseguito da Raffaele De Francesco (Serra San Bruno - 1799)
- Gruppo statuario di S. Michele Arcangelo di (Cinquefrondi - 1804).
- Statua di San Giuseppe (trafugata nel 1994, Roccella Jonica)